# Ланге-Лінсхотен
Ланге-Лінсхотен (нід. Lange Linschoten) — селище в нідерландській провінції Утрехт. Входить до муніципалітету Аудеватер.
Перша згадка про населений пункт датується 1555 роком. Наразі у ньому нараховується близько 120 будинків.

## Галерея

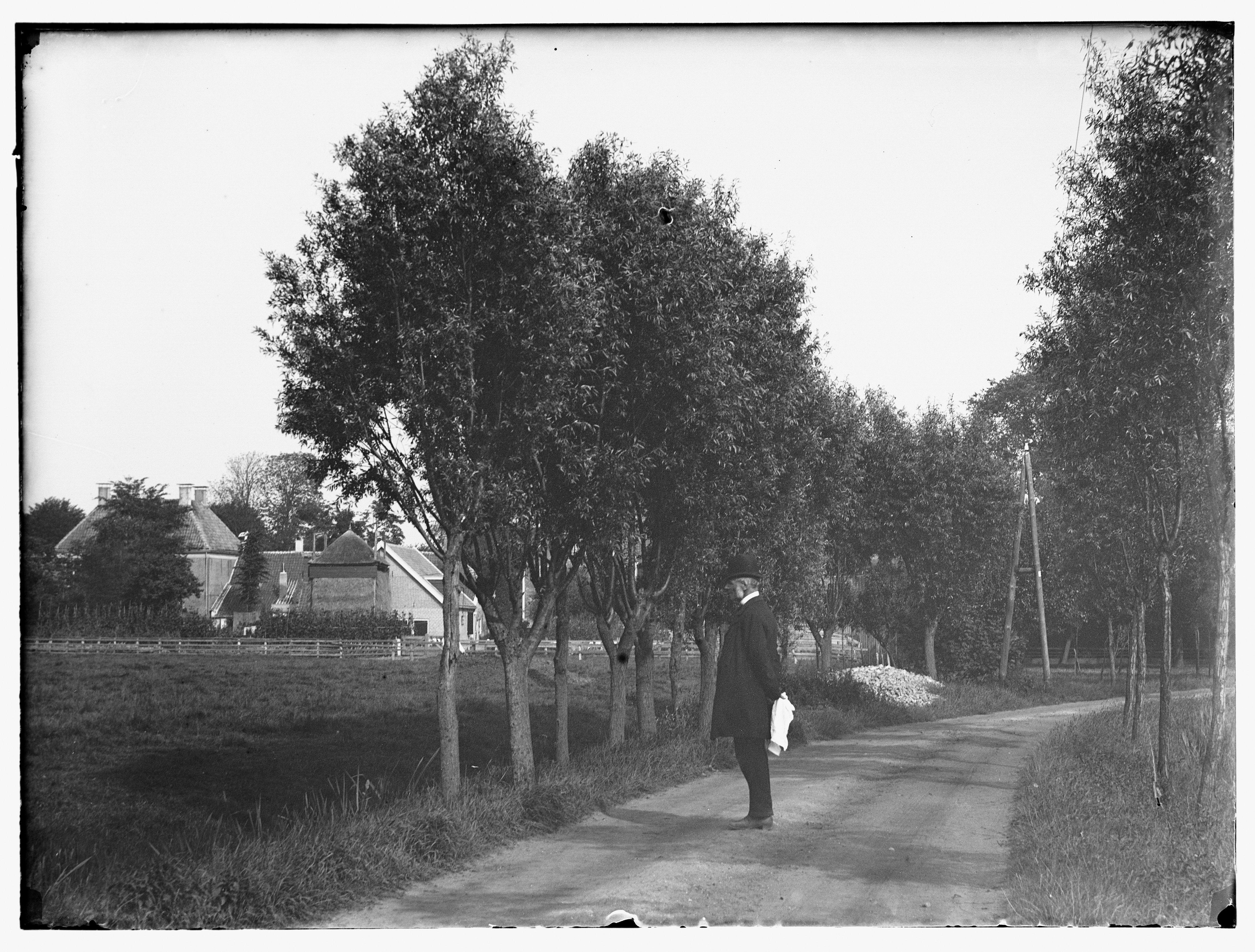
Ланге-Лінсхотен (1891)
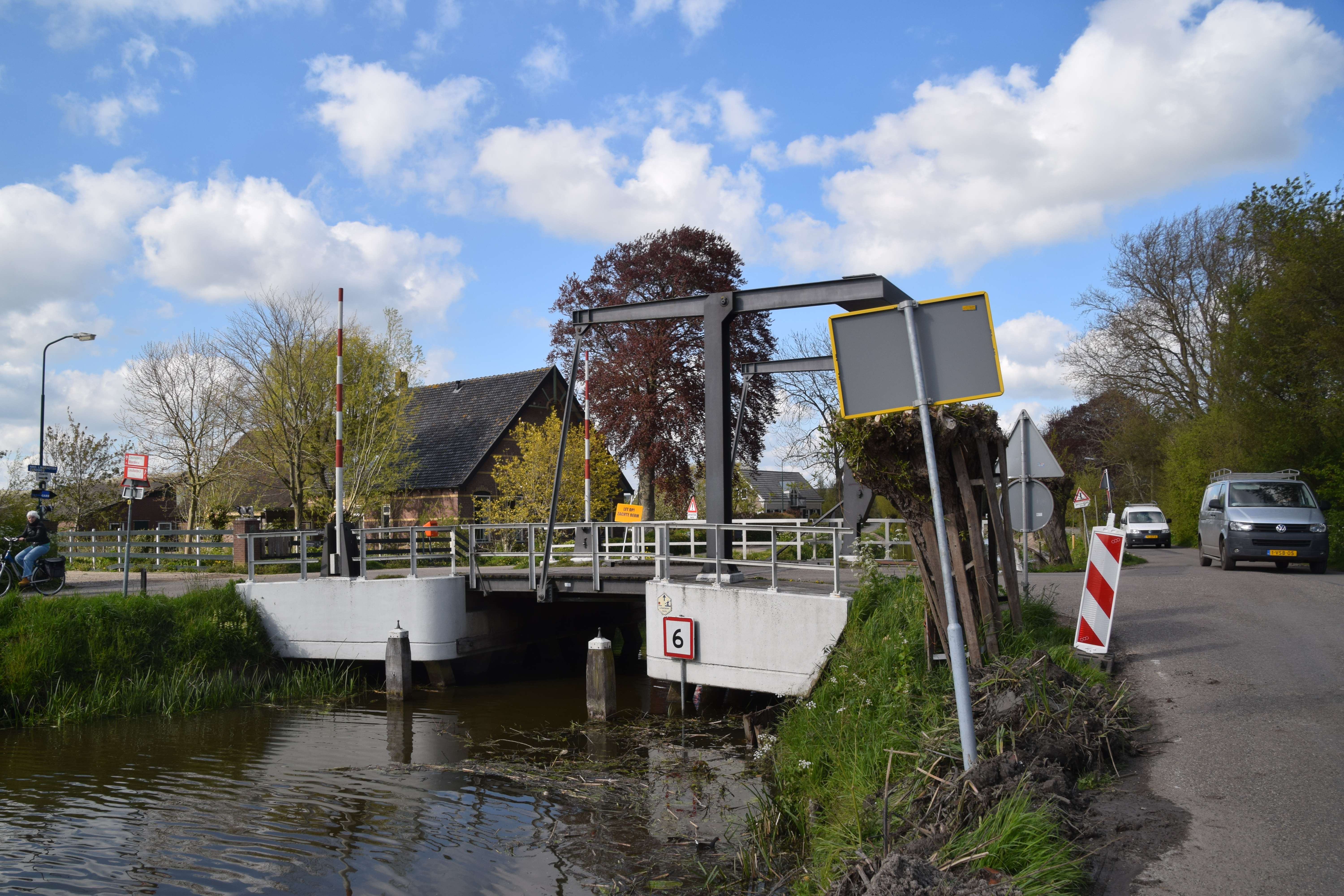
Міст у селищі